# Huntingtine
Pour les articles homonymes, voir HTT.
La huntingtine est une protéine essentielle au fonctionnement normal du corps humain.
Le gène de la protéine (appelé huntingtin gene, HTT gene ou HD gene (pour Huntington disease gene) est retrouvé sur le chromosome 4 humain en position 4p16.3. Aucune similarité avec une autre séquence de protéine n’a été trouvée. 
Elle comprend 3 144 acides aminés et a un poids d’environ 350 kDa. Dans sa partie N-terminale, le nombre de glutamines peut varier de 6 à 36 pour une protéine qui aura encore des fonctions normales. Si le nombre de glutamines dépasse 36, la protéine change de conformation et provoque le développement de la maladie de Huntington.
Cette maladie neurodégénérative est une affection génétique à transmission autosomique dominante. Elle est caractérisée par une perte de neurones du striatum et affectant les fonctions motrices et cognitives de la personne atteinte. La mort survient en moyenne 15 à 20 ans après les premiers symptômes de la maladie.
Bien qu’on puisse l’observer dans les noyaux, la huntingtine est majoritairement cytoplasmique, associée à des structures vésiculaires et aux microtubules. En fait, elle est associée à différentes protéines pouvant jouer un rôle dans le transport intracellulaire.

## Historique
La huntingtine a été découverte en mars 1993, bien que le gène ait été localisé en novembre 1983. 

## Fonctions
C’est principalement l’étude de la maladie qui a permis aux chercheurs d’identifier certaines fonctions de la protéine. Une des principales fonctions observées est sa propriété  anti apoptotique. 
La huntingtine intervient dans le transport de vésicules contenant un facteur neurotrophique, le « brain-derived neurotrophic factor » (BDNF ou facteur neurotrophique dérivé du cerveau). Le BDNF est un facteur essentiel à la survie de cellules nerveuses. Pour transporter la vésicule contenant le BDNF, la huntingtine interagit avec la protéine HAP1 « Huntingtin-associated protein 1 » qui elle est associée au complexe dynéine-dynactine. Ce complexe est responsable du transport de vésicules le long des microtubules de la cellule. La huntingtine augmente la vitesse de transport de la vésicule et réduit la mort par apoptose des neurones.
L’association du récepteur inositol (1,4,5)-trisphosphate, un canal à calcium intracellulaire, avec la protéine HAP1 et la protéine huntingtine joue un rôle important dans la signalisation neuronale par le calcium. La huntingtine aurait aussi un effet sur la caspase-3, protéase de la cascade des caspases : elle se fixe à la caspase-3 activée et entraîne son inhibition avec pour conséquence un blocage de l'apoptose.
De plus, la fonction antiapoptotique de la protéine peut venir de la séquestration de la protéine HIP-1, cette dernière menant à l’apoptose grâce à son domaine inducteur de mort.
La huntingtine est une protéine régulatrice de fer dans les noyaux et les organites qui entourent le noyau.

## Huntingtine anormale
Une anomalie de la huntingtine est la principale cause de la maladie de Huntington. C’est une répétition du trinucléotide CAG (codant la glutamine) au niveau du gène qui engendre la forme mutée de la protéine. On appellera donc cette protéine la huntingtine polyglutamique ou polyQ.
Normalement, la huntingtine possède 35 glutamines ; la protéine modifiée peut contenir beaucoup plus de glutamines. Celles-ci étant des molécules polaires, elles vont causer l’agrégation de la protéine en créant des ponts hydrogène. Cette agrégation va entraver les fonctions normales de la protéine. On observe que passer de 40 à 150 glutamines serait sans conséquence pour les neurones. Au-delà de 150 répétitions, ils se dégradent et meurent. Les personnes malades mettent plusieurs décennies pour atteindre 80 CAG, puis l'augmentation s’accélère jusqu'à atteindre et dépasser le seuil de 150 CAG,.
En situation pathologique, l’association huntingtine/HAP1/dynactine altérée provoque un détachement de la dynéine aux microtubules, donc une mauvaise conduction des vésicules contenant le BDNF. C’est ce qui va causer la grande vulnérabilité des neurones, notamment striataux. Un autre des effets néfastes de la huntingtine polyQ dans l’organisme, est le clivage protéolytique de la protéine, conduisant à la production de fragments aminoterminaux qui sont transportés dans le noyau et qui forment des agrégats induisant la mort neuronale. Chez les personnes atteintes de la maladie, la huntingtine normale est aussi clivée.
De plus, la huntingtine mutée, pourrait avoir des effets sur le niveau d’expression de certains gènes, incluant des gènes de récepteurs à des neurotransmetteurs et des protéines de signalisation intracellulaire. Ainsi, les protéines mutées ne reçoivent plus de messages de survie et le neurone meurt.
Plus l’expansion glutamique est grande, plus la maladie est précoce. Les protéines HAP1 et HIP1 sont retrouvées seulement dans le cerveau. C’est ce qui pourrait expliquer que la maladie affecte seulement les cellules nerveuses même si la huntingtine est présente dans toutes les cellules du corps.
En 2016, une équipe du Grenoble-Institut des neurosciences met en évidence que la huntingtine joue un rôle important au cours du développement cérébral. Elle suggère que « des anomalies seraient présentes dans le cerveau des patients atteints de la maladie de Huntington bien avant l’apparition de leurs premiers symptômes ».